# Tony Phillips
Tony Fhillips é um compositor estadunidense. Em 2008, foi contratado para compor a trilha sonora do seriado Kamen Rider: O Cavaleiro Dragão, incluindo sua música de abertura (realizada pela banda Cage9) e de encerramento.
Algumas Composições
| Ano  | Título         | Trilha sonora                         |
| ---- | -------------- | ------------------------------------- |
| 2008 | "Let's Ride!"  | Kamen Rider: Dragon Knight Soundtrack |
| 2008 | "Final Battle" | Kamen Rider: Dragon Knight Soundtrack |